# Jankoviči
Jankoviči je naselje u slovenskoj Općini Črnomelju. Jankoviči se nalazi u pokrajini Dolenjskoj i statističkoj regiji Jugoistočnoj Sloveniji. 

## Stanovništvo
Prema popisu stanovništva iz 2002. godine naselje je imalo 66 stanovnika.